# Grand Prix Formule 1 van Japan 1991

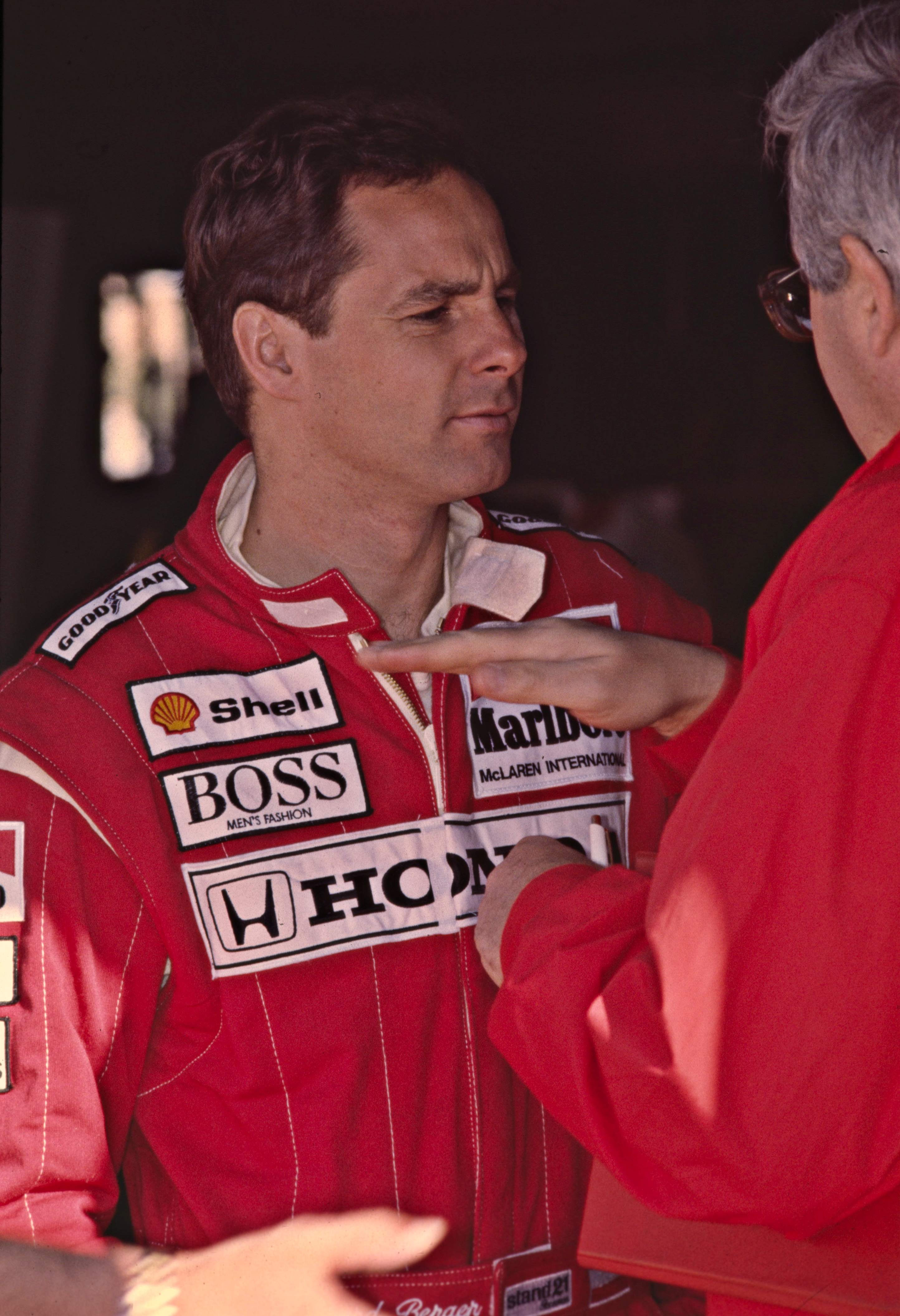
Gerhard Berger reed in de training naar poleposition en won zijn eerste Grand Prix van 1991, hoewel hij de overwinning min of meer in de schoot geworpen kreeg door teamgenoot Ayrton Senna, die inmiddels zeker was van de wereldtitel.

De Grand Prix Formule 1 van Japan 1991 werd gehouden op 20 oktober 1991 op Suzuka.

## Verslag
Ayrton Senna behaalde de wereldtitel na de opgave van Nigel Mansell en schonk zijn teammaat Gerhard Berger in de laatste bocht de overwinning. Het was de laatste keer dat Brabham punten behaalde. Eric Bernard crashte in de kwalificatie en reed twee jaar niet meer in de Formule 1.

## Uitslag
| Positie | Nummer | Rijder             | Team                          | Ronden | Tijd/Opgave         | Startplaats | Punten |
| ------- | ------ | ------------------ | ----------------------------- | ------ | ------------------- | ----------- | ------ |
| 1       | 2      | Gerhard Berger     | McLaren-Honda                 | 53     | 1:32:10.695         | 1           | 10     |
| 2       | 1      | Ayrton Senna       | McLaren-Honda                 | 53     | + 0.344             | 2           | 6      |
| 3       | 6      | Riccardo Patrese   | Williams-Renault              | 53     | + 56.731            | 5           | 4      |
| 4       | 27     | Alain Prost        | Ferrari                       | 53     | + 1:20.761          | 4           | 3      |
| 5       | 7      | Martin Brundle     | Brabham-Yamaha                | 52     | + 1 Ronde           | 19          | 2      |
| 6       | 4      | Stefano Modena     | Tyrrell-Honda                 | 52     | + 1 Ronde           | 14          | 1      |
| 7       | 20     | Nelson Piquet      | Benetton-Ford                 | 52     | + 1 Ronde           | 10          |        |
| 8       | 15     | Mauricio Gugelmin  | Leyton House-Ilmor            | 52     | + 1 Ronde           | 18          |        |
| 9       | 25     | Thierry Boutsen    | Ligier-Lamborghini            | 52     | + 1 Ronde           | 17          |        |
| 10      | 10     | Alex Caffi         | Arrows-Ford                   | 51     | + 2 Rondes          | 26          |        |
| 11      | 14     | Gabriele Tarquini  | Fondmetal-Ford                | 50     | + 3 Rondes          | 24          |        |
| NF      | 26     | Érik Comas         | Ligier-Lamborghini            | 41     | Alternator          | 20          |        |
| NF      | 23     | Pierluigi Martini  | Minardi-Ferrari               | 39     | Elektrisch probleem | 7           |        |
| NF      | 19     | Michael Schumacher | Benetton-Ford                 | 34     | Motor               | 9           |        |
| NF      | 12     | Johnny Herbert     | Lotus-Judd                    | 31     | Motor               | 23          |        |
| NF      | 3      | Satoru Nakajima    | Tyrrell-Honda                 | 30     | Spin                | 15          |        |
| NF      | 30     | Aguri Suzuki       | Lola-Ford                     | 26     | Motor               | 25          |        |
| NF      | 24     | Gianni Morbidelli  | Minardi-Ferrari               | 15     | Wiel                | 8           |        |
| NF      | 5      | Nigel Mansell      | Williams-Renault              | 9      | Spin                | 3           |        |
| NF      | 32     | Alessandro Zanardi | Jordan-Ford                   | 7      | Versnellingsbak     | 13          |        |
| NF      | 11     | Mika Häkkinen      | Lotus-Judd                    | 4      | Motor               | 21          |        |
| NF      | 33     | Andrea de Cesaris  | Jordan-Ford                   | 1      | Ongeluk             | 11          |        |
| NF      | 22     | Jyrki Järvilehto   | Dallara-Judd                  | 1      | Ongeluk             | 12          |        |
| NF      | 21     | Emanuele Pirro     | Dallara-Judd                  | 1      | Ongeluk             | 16          |        |
| NF      | 16     | Karl Wendlinger    | Leyton House-Ilmor            | 1      | Ongeluk             | 22          |        |
| NF      | 28     | Jean Alesi         | Ferrari                       | 0      | Motor               | 6           |        |
| NQ      | 9      | Michele Alboreto   | Arrows-Ford                   |        |                     |             |        |
| NQ      | 34     | Nicola Larini      | Modena Lamborgini-Lamborghini |        |                     |             |        |
| NQ      | 35     | Eric van de Poele  | Modena Lamborgini-Lamborghini |        |                     |             |        |
| NQ      | 29     | Eric Bernard       | Lola-Ford                     |        |                     |             |        |
| PQ      | 8      | Mark Blundell      | Brabham-Yamaha                |        |                     |             |        |
| PQ      | 31     | Naoki Hattori      | Coloni-Ford                   |        |                     |             |        |

## Wetenswaardigheden
- Naoki Hattori reed voor het Coloni-team, maar wist zich niet te pre-kwalificeren.
- Het was de eerste race van het seizoen zonder AGS.

## Statistieken
| Pole-position | Gerhard Berger | McLaren-Honda | 1:34.700 |
| Snelste ronde | Ayrton Senna   | McLaren-Honda | 1:41.532 |

## Noot
- Dit was het debuut van de Japanse coureur Naoki Hattori en de Oostenrijkse coureur Karl Wendlinger.
- Dit was de 25ste podiumplaats voor Gerhard Berger.
- Dit was de tweede overwinning van de Grote Prijs van Japan voor Gerhard Berger (de eerste was in 1987), en hiermee vestigde hij een nieuw record. Berger werd hiermee namelijk de eerste meervoudige winnaar in Japan.

1976 · 1977 · 1987 · 1988 · 1989 · 1990 · 1991 · 1992 · 1993 · 1994 · 1995 · 1996 · 1997 · 1998 · 1999 · 2000 · 2001 · 2002 · 2003 · 2004 · 2005 · 2006 · 2007 · 2008 · 2009 · 2010 · 2011 · 2012 · 2013 · 2014 · 2015 · 2016 · 2017 · 2018 · 2019 · 2022 · 2023 · 2024 · 2025